# Стецівка (Коломийський район)
Стеці́вка — село в Україні, у Снятинській міській громаді Коломийського району Івано-Франківської області. До 1927 року — поселення німецьких колоністів Rudolfsdorf. Німецькі колоністи покинули поселення в рамках насильної репатріації в жовтні 1939-го р. 
Відповідно до Розпорядження Кабінету Міністрів України від 12 червня 2020 року № 714-р «Про визначення адміністративних центрів та затвердження територій територіальних громад Івано-Франківської області» увійшло до складу Снятинської міської громади.

## Населення

### Мова
Розподіл населення за рідною мовою за даними перепису 2001 року:
| Мова       | Кількість | Відсоток |
| ---------- | --------- | -------- |
| українська | 215       | 99.54%   |
| російська  | 1         | 0.46%    |
| Усього     | 216       | 100%     |

## Культура
У селі відбувалися зйомки української стрічки «Борода» режисера Дмитра Сухолиткого-Собчука у складі проекту «Україно, Goodbye!».

## Люди
- Одинська Ольга Дмитрівна — діячка ОУН та УПА, лицарка Бронзового хреста заслуги УПА.